# Sebastian Hausner
Sebastian Lund Hausner (Horsens, 11 aprile 2000) è un calciatore danese, difensore dell'Horsens.

## Caratteristiche tecniche
È un difensore centrale.

## Carriera

### Club
Cresciuto nel settore giovanile dell'Aarhus, ha esordito in prima squadra il 3 marzo 2019 disputando l'incontro di Superligaen pareggiato 2-2 contro il Vendsyssel.
Nel gennaio 2023 è stato acquistato a titolo definitivo dagli svedesi dell'IFK Göteborg in cambio di una cifra che i giornali hanno quantificato in 4,5 milioni di corone svedesi (circa 400.000 euro). Ha vestito la maglia biancoblù per circa un anno e mezzo, prima di tornare in Danimarca per motivi familiari con l'ingaggio da parte dell'Horsens avvenuto nel luglio 2024.

### Nazionale
Ha partecipato agli Europei Under-21 del 2021.

## Statistiche
Statistiche aggiornate al 30 luglio 2020.

### Presenze e reti nei club
| Stagione        | Squadra         | Campionato      | Campionato | Campionato | Coppe nazionali | Coppe nazionali | Coppe nazionali | Coppe continentali | Coppe continentali | Coppe continentali | Altre coppe | Altre coppe | Altre coppe | Totale | Totale | Totale |
| Stagione        | Squadra         | Comp            | Pres       | Reti       | Comp            | Pres            | Reti            | Comp               | Pres               | Reti               | Comp        | Pres        | Reti        | Pres   | Reti   |        |
| --------------- | --------------- | --------------- | ---------- | ---------- | --------------- | --------------- | --------------- | ------------------ | ------------------ | ------------------ | ----------- | ----------- | ----------- | ------ | ------ | ------ |
| 2018-2019       | Aarhus          | SL              | 6          | 0          | CD              | 0               | 0               |                    | -                  | -                  |             | -           | -           | 6      | 0      |        |
| 2019-2020       | Aarhus          | SL              | 19         | 0          | CD              | 2               | 0               |                    | -                  | -                  |             | -           | -           | 21     | 0      |        |
| Totale carriera | Totale carriera | Totale carriera | 25         | 0          |                 | 2               | 0               |                    | -                  | -                  |             | -           | -           | 27     | 0      |        |